# Persicoptila
Persicoptila là một chi bướm đêm thuộc họ Cosmopterigidae.